# Oxid de sodiu
Oxidul de sodiu este un compus binar al sodiului cu oxigenul cu formula chimică Na2O. 
1. ↑  „Oxid de sodiu”, Sodium oxide (în engleză), PubChem, accesat în 18 noiembrie 2016